# Шолом-Алейхем (срібна монета)
«Шоло́м-Але́йхем» — ювілейна монета номіналом 5 гривень, випущена Національним банком України. Присвячена 150-річчю від дня народження всесвітньо відомого письменника, драматурга та просвітителя — Шолом-Алейхема, для творчості якого характерним є поєднання гумору та ліризму.
Монету введено в обіг 27 лютого 2009 року. Вона належить до серії «Видатні особистості України».

## Опис та характеристики монети
| Номінал грн. | Метал            | Маса, грам    | Діаметр, мм. | Якість виготовлення       | Гурт                           | Тираж, штук |
| ------------ | ---------------- | ------------- | ------------ | ------------------------- | ------------------------------ | ----------- |
| 5            | срібло 925 проби | 15,55 / 16,81 | 33,0         | спеціальний анциркулейтед | гладкий із заглибленим написом | 5 000       |

### Аверс
На аверсі монети вгорі розміщено малий Державний Герб України, напис півколом «НАЦІОНАЛЬНИЙ БАНК УКРАЇНИ», зображено стилізовану композицію: на тлі сторінок книги — печатка Шолом-Алейхема, праворуч — фрагмент дружнього шаржу на творчість письменника; унизу номінал та рік карбування — «5 ГРИВЕНЬ/ 2009».

### Реверс

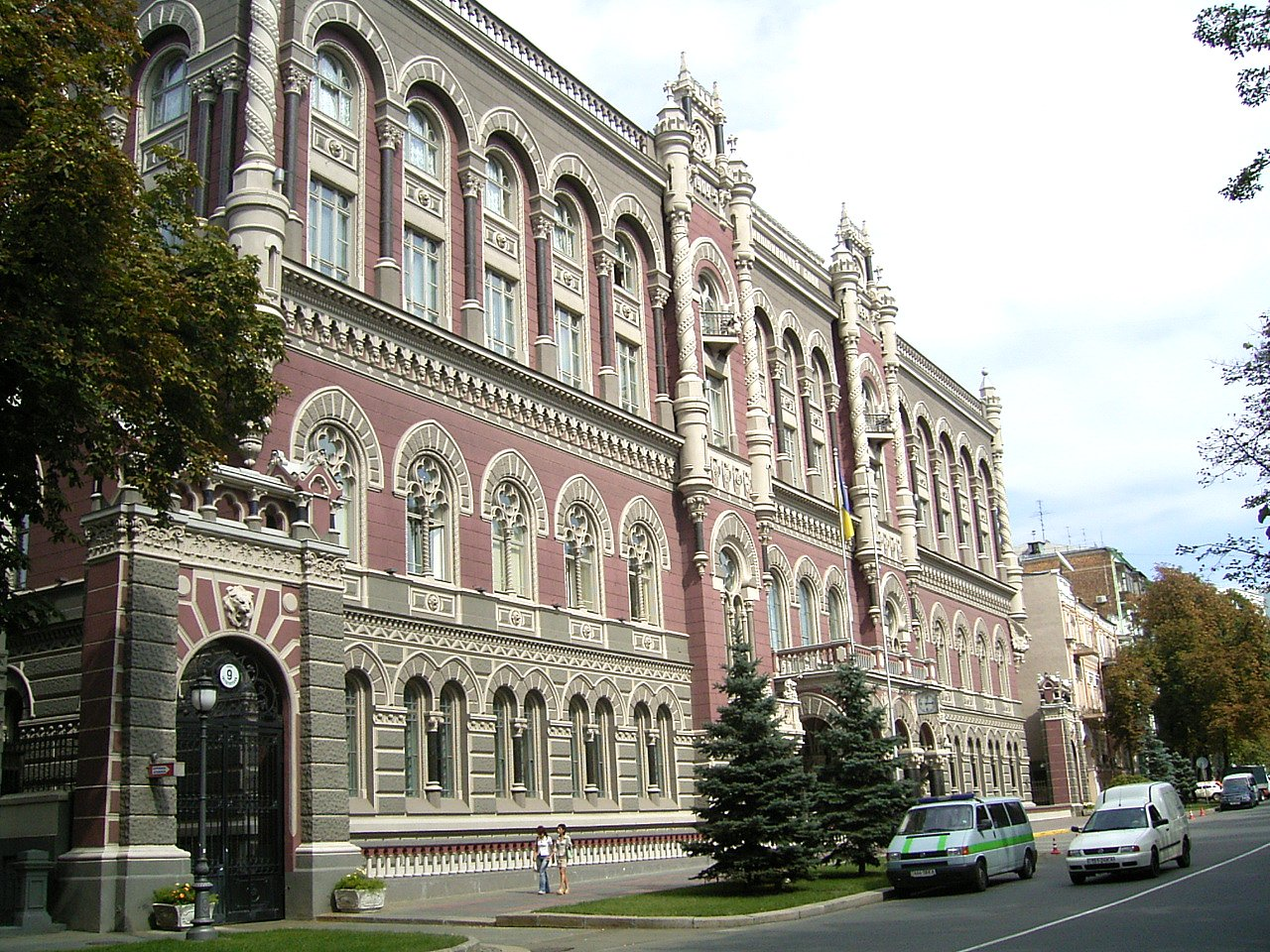
Будівля Національного банку України

На реверсі монети зображено портрет Шолома-Алейхема та по колу розміщено написи: «МИР ВАМ» (угорі), «1859—1916» (унизу), стилізовано — «ШОЛОМ-АЛЕЙХЕМ» (праворуч), «РАБИНОВИЧ ШОЛОМ» (ліворуч).

## Автори
- Художники: Груденко Борис, Скоблікова Юлія.
- Скульптори: Дем'яненко Анатолій, Атаманчук Володимир.

## Вартість монети
Ціна монети — 531 гривня, була зазначена на сайт Національного банку України 2018 року.
Фактична приблизна вартість монети, з роками змінювалася так:
| Рік        | 2010 | 2011 | 2012 | 2013 | 2014 | 2015 | 2016 | 2017 | 2018 | 2019 | 2020 | 2021 | 2022 | 2023 | 2024  | 2025  |
| ---------- | ---- | ---- | ---- | ---- | ---- | ---- | ---- | ---- | ---- | ---- | ---- | ---- | ---- | ---- | ----- | ----- |
| Ціна, грн. | 300  | 350  | 450  | 350  | 270  | 300  | 420  | 420  | 520  | 600  | 500  | 600  | 840  | 930  | 1 240 | 1 400 |